# Ульянково (Вологодская область)
Ульянково — деревня в Верховажском районе Вологодской области.
Входит в состав Чушевицкого сельского поселения, с точки зрения административно-территориального деления — в Чушевицкий сельсовет.
Расстояние по автодороге до районного центра Верховажья — 49,1 км, до центра муниципального образования Чушевиц — 5,3 км. Ближайшие населённые пункты — Берег, Щёкино, Паюс.
По переписи 2002 года население — 24 человека (13 мужчин, 11 женщин). Всё население — русские.